# Heinrich von Dollhopf
Heinrich von Dollhopf (vollständiger Name: Heinrich Dollhopf von Tollhopfen; * 1820; † 3. Dezember 1887 in Villach) war ein österreichischer Lehrer und Politiker. Von 1876 bis zu seinem Tod bekleidete er das Amt des Villacher Bürgermeisters.

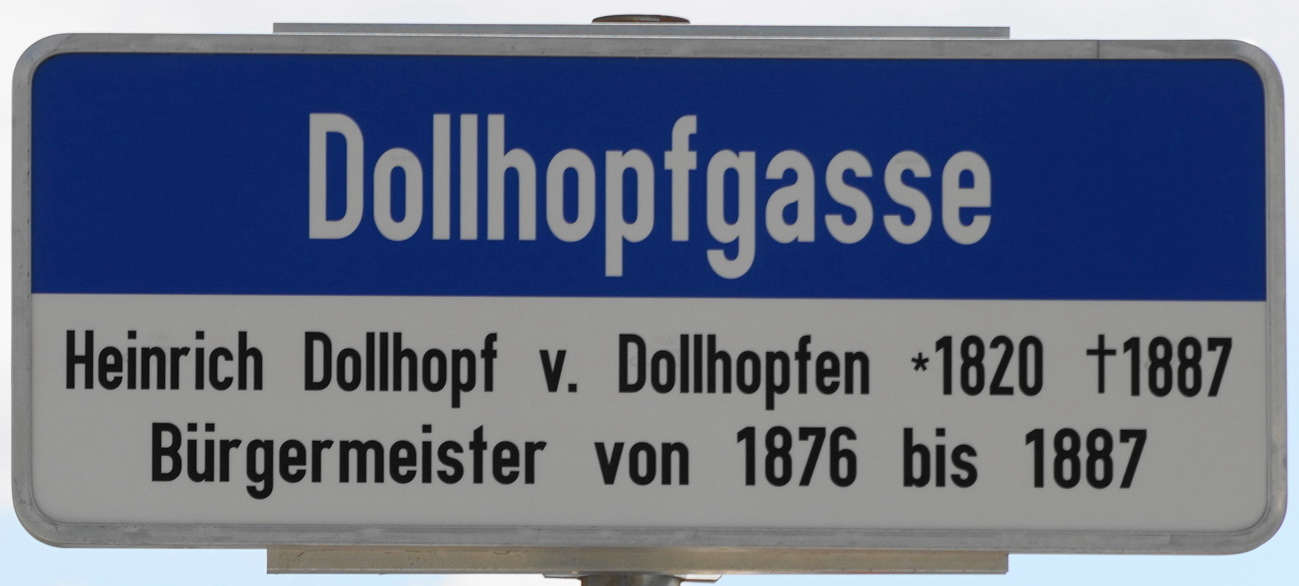
Straßenschild Villach Innenstadt

## Wirken
Dollhopfs kommunalpolitische Karriere begann mit seiner Wahl in den Gemeindeausschuss am 10. August 1870. Wenige Tage darauf, am 20. August, wurde er zum Vizebürgermeister unter Paul Hauser gewählt. Dollhopf war der erste, der dieses in Villach davor nicht vorhandene Amt bekleidete. Am 25. April 1876 wurde er zum Nachfolger des im Amt verstorbenen Hauser gewählt und am 19. August 1876 im Amt bestätigt. Bedingt durch die kurz zuvor eröffnete Rudolfsbahn, welche Villach zu einem bedeutenden Verkehrsknotenpunkt machte, begann während Dollhopfs Amtszeit ein langanhaltender Aufschwung der Stadt.
Neben seinem politischen Engagement wirkte Heinrich von Dollhopf auch als Ortsschulrat von Villach und betätigte sich im karitativen Studenten-Unterstützungsverein. Auch seine Gattin Ludmilla (geb. Mickl, 1824–1911) engagierte sich im Sozialbereich. 1880 war sie Mitbegründerin des Patriotischen Frauenhilfsvereins vom Roten Kreuz in Villach, eines von Bürgerfrauen getragenen Fürsorgevereines für Kriegsversehrte. Heinrich von Dollhopf verstarb Anfang Dezember 1887 nach längerer Krankheit im Amt, sein Begräbnis wurde als aufwendiger öffentlicher Akt zelebriert. Er war Träger des Goldenen Verdienstkreuzes mit der Krone. Bis heute ist eine Straße in Villach (die Dollhopfgasse in der Inneren Stadt) nach ihm benannt.